# Bălinești
Bălinești – wieś w Rumunii, w okręgu Suczawa, w gminie Grămești. W 2011 roku liczyła 567 mieszkańców. Jest położona w północnej części Mołdawii, w pobliżu Seretu.
We wsi znajduje się malowana cerkiew pod wezwaniem św. Mikołaja z końca XV w., w XVI w. ozdobiona freskami zewnętrznymi, jedna z malowanych cerkwi północnej Mołdawii.